# Leni Riefenstahl

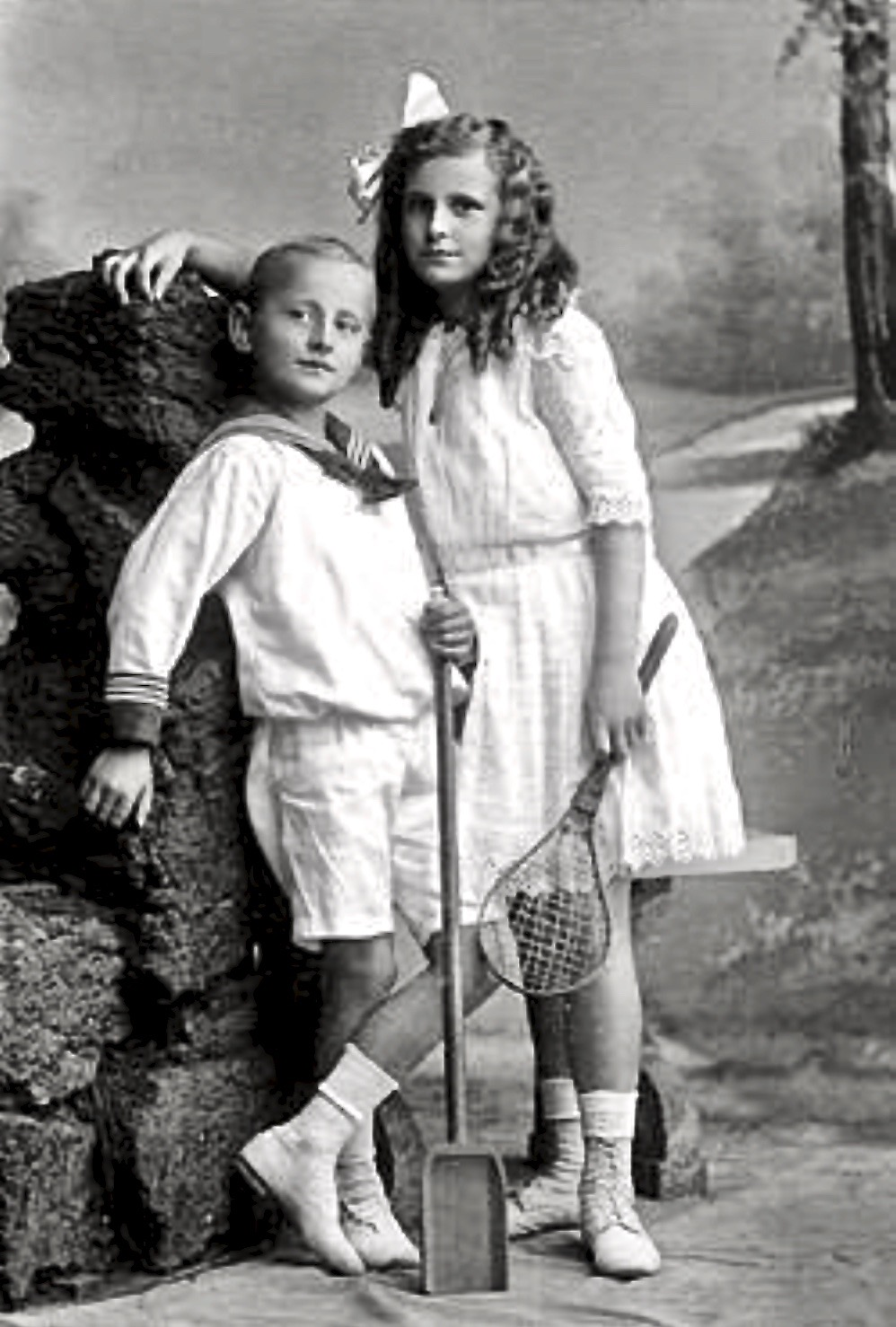
Leni Riefenstahl 12 år gammal, med sin lillebror Heinz 1914.

Helene Bertha Amalie "Leni" Riefenstahl, född 22 augusti 1902 i Wedding, Berlin, död 8 september 2003 i Pöcking, Bayern, var en tysk dansare, skådespelare, filmregissör och fotograf, främst känd för den nyskapande filmteknik och dramaturgi hon använde i sina filmer. Hennes mest kända verk är den dokumentära propagandafilm hon producerade för det tyska nazistpartiet 1934: Triumph des Willens, "Viljans triumf". Efter andra världskriget var Riefenstahl verksam som fotograf och gjorde filmer om marint liv och afrikanska folkgrupper.

## Biografi

### Dansare och skådespelare
Leni Riefenstahl inledde sin karriär som tolkningsdansare och blev därefter en framgångsrik skådespelerska inom den tyska stumfilmen. Hennes första film som regissör var Das blaue licht från 1932. Hennes sista skådespelarroll innan hon gick över till regissörsyrket var i filmen SOS Eisberg från 1933.

### Dokumentärfilmsskapare

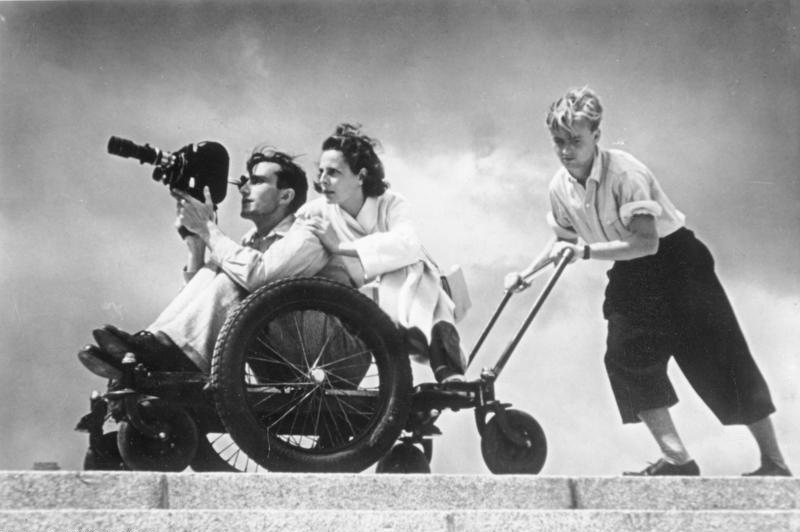
Riefenstahl under inspelningen av Olympia.

Riefenstahl anställdes av Adolf Hitler som dokumentärfilmare i nazistpartiets tjänst. Hennes första uppdrag var kortfilmen Der Sieg des Glaubens, en timslång film om partiets massmöte (Reichsparteitag) i Nürnberg 1933. Riefenstahl fick därefter Hitlers uppdrag att filma partidagarna i Nürnberg 1934. Resultatet, Viljans triumf, glorifierade Hitler och nazismen men anses likväl nyskapande inom dokumentärfilmsgenren. Viljans triumf blev en stor framgång i Europa men bannlystes i bland annat USA. Riefenstahl gjorde därefter en film om den tyska krigsmakten Wehrmacht med titeln Tag der Freiheit.
1936 kvalificerade sig Riefenstahl för att representera Tyskland i längdskidåkning i OS men bestämde sig för att i stället göra en film om de kommande sommarspelen i Berlin. Den stora olympiaden, tysk titel: Olympia, blev en suggestiv film som även uppmärksammades för nydanande teknik. Riefenstahl satte kameran på skenor, en teknik som idag kallas för tracking shot, och använde denna metod för att filma publiken och löparnas rörelser.

### Andra världskriget

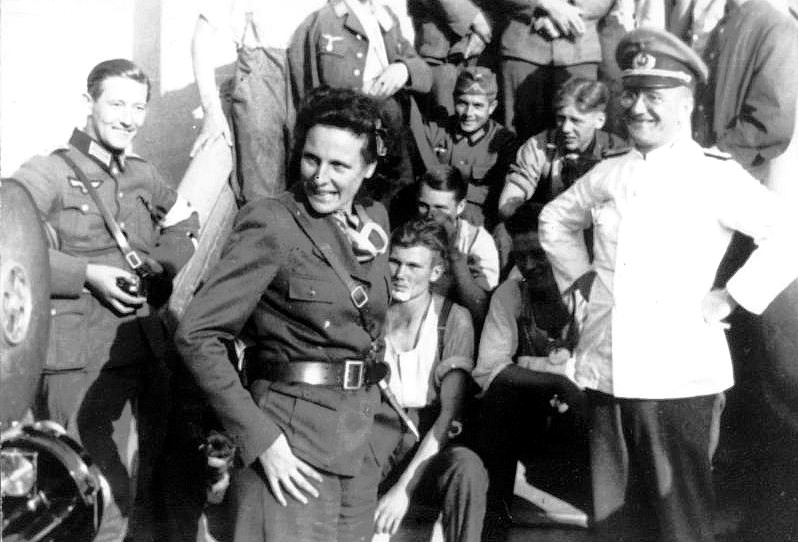
Leni Riefenstahl besöker trupper ur XIV. Armeekorps i Polen 1939.

Under invasionen av Polen 1939 följde Riefenstahl, klädd i Waffen-SS-uniform, med tyska soldater i Polen. Den 12 september var hon i staden Końskie under avrättningen av 30 civila efter en påstådd attack mot tyska soldater. Riefenstahl hävdar i sina memoarer att hon försökte förhindra avrättningarna och att hon kort senare sökte upp Hitler för att protestera mot händelsen. Hon fortsatte dock sitt arbete i Polen och filmade bland annat Hitlers segerparad i Warszawa den 5 oktober 1939.

### Efter andra världskriget
Efter andra världskriget satt Riefenstahl fyra år i franskt fångläger. Hon anklagades för att ha använt fångar från koncentrationsläger vid sina filminspelningar, men efter en rättegång friades hon i brist på bevis. Under återstoden av sitt liv hävdade Riefenstahl att hon visserligen fascinerats av nazismen men att hon varit okunnig om de krigsförbrytelser som följde i dess spår.
Vid rättegångar mot nazistiska krigsförbrytare användes en femgradig skala med vars hjälp rätten graderade den anklagades koppling till nazismen. Grad 1 användes för allvarliga krigsförbrytelser, medan grad 5 betydde att man ansågs oskyldig. Vid rättegången gavs Riefenstahl graden 4, alltså den lägsta graden av relation till regimen. Andra regissörer som till exempel Veit Harlan, som gjorde filmen Jud Süss 1940, ansågs tillhöra den femte kategorin.
I en dokumentärfilm från History Channel med titeln Hitler's Women: Leni Riefenstahl anklagas Riefenstahl för att ha vetat att hennes filmer var propaganda. Filmen visar hur Riefenstahl dinerar med Joseph Goebbels, Heinrich Himmler och andra toppmän från Sturmabteilung- och SS-grenarna av Nazistpartiet. I filmen intervjuas historiker och andra världskriget-forskare som ifrågasätter hur någon kan närvara vid statsmiddagar med toppnazister utan att förstå den politik de stöder. Dokumentärfilmen visar bland annat att Riefenstahl skickade ett hyllningstelegram till Hitler efter invasionen av Frankrike: "Dina verk överskrider människans tankeförmåga. De är utan like i människans historia. Hur kan vi någonsin tacka dig?". Filmen innehåller även intervjuer med romer som överlevt förintelsen, vars vittnesmål motsäger Riefenstahls påståenden om att de koncentrationslägersoffer hon använde i sina filmer inte dog.

### Karriär efter kriget, arv och privatliv
Riefenstahl försökte göra filmer efter kriget men varje försök möttes med motstånd, protester och finansieringsproblem. 1944 gifte hon sig med Peter Jacob, som hon senare skilde sig från. Riefenstahl blev senare den första att fotografera rockstjärnan Mick Jagger och hans fru Bianca som ett par hållande varandras händer, då båda var beundrare av Riefenstahls arbete. Jagger ska ha berättat för Riefenstahl att han sett Viljans triumf minst 15 gånger.
Senare blev hon intresserad av nubastammen i Sudan. Hennes böcker med fotografier av stammen publicerades 1974 och 1976. Riefenstahl överlevde en helikopterkrasch i Sudan 2000.
När hon var nära åttio år gammal ljög hon om sin ålder för att få certifikat i dykning och startade en karriär i undervattensfotografi. En film med titeln Impressionen unter Wasser, en idealdokumentär om livet i havet, lanserades på hennes 100-årsdag den 22 augusti 2002.
I oktober 2002 bestämde sig tyska myndigheter för att inte vidare utreda anklagelser mot Riefenstahl för förintelseförnekelse på grund av hennes ålder och möjlig demens.
Leni Riefenstahl dog i sömnen den 8 september 2003 i sitt hem i Pöcking, Tyskland, några veckor efter sin 101-årsdag. Hon hade lidit av cancer. I dödsrunan noterades att Riefenstahl var den sista berömda personen från den tyska nazisteran att dö.
Riefenstahl är ryktbar i filmhistorien för att utveckla ny estetik i film, särskilt i relation till nakna kroppar. Medan propagandavärdet i hennes tidigare filmer stöter bort många, anses estetiken vara utomordentlig av många filmskapare.

## Filmografi (regi)
- 1932 – Det blå ljuset (spelfilm, även roll)
- 1933 – Der Sieg des Glaubens
- 1934 – Viljans triumf (Triumph des Willens)
- 1935 – Tag der Freiheit (Tag der Freiheit - Unsere Wehrmacht) (kortfilm)
- 1938 – Den stora olympiaden (Olympia), i två delar
- 1954 – Tiefland (spelfilm, även roll)
- 2002 – Impressionen unter Wasser

## Galleri

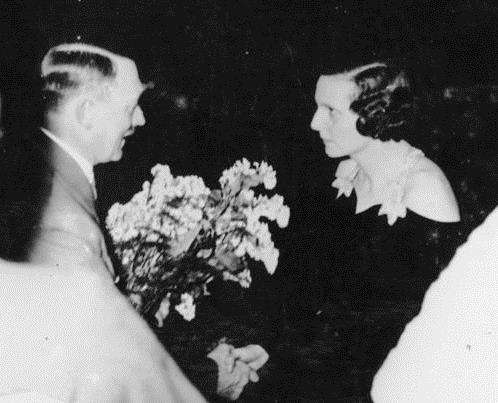
Adolf Hitler och Leni Riefenstahl 1934.
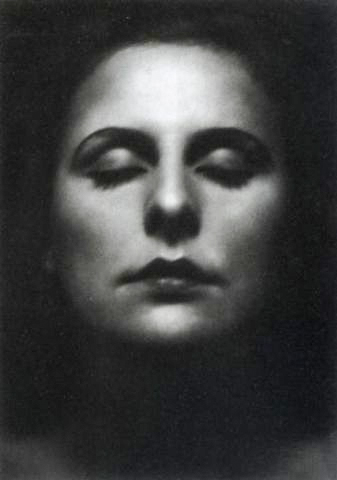
Leni Riefenstahl 1929. Porträtt av Alexander Binder.
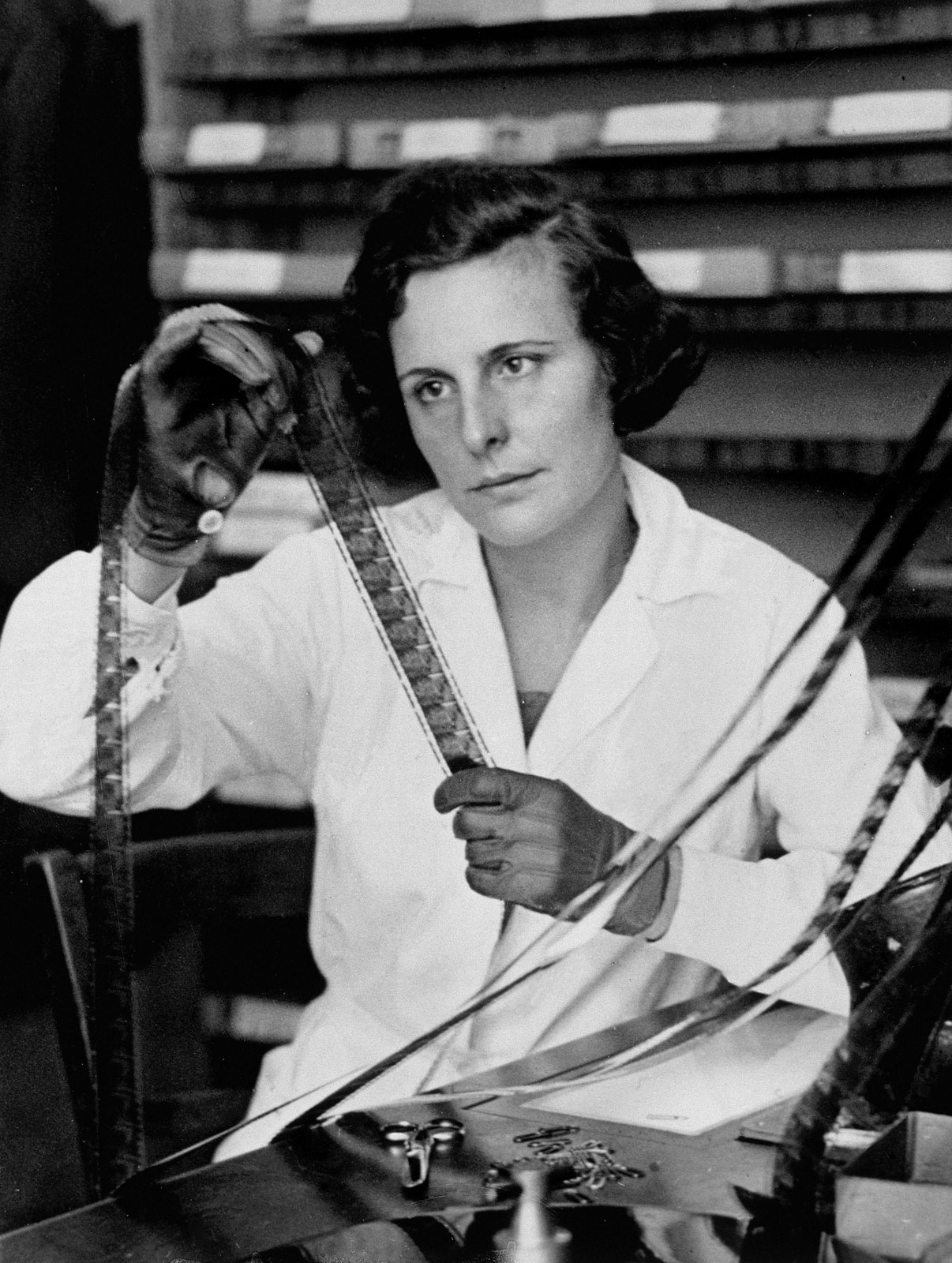
Leni Riefenstahl 1935.
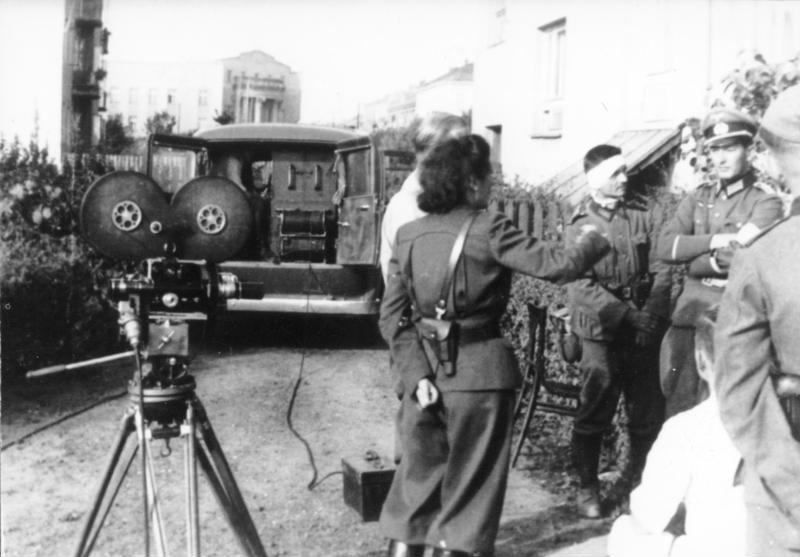
Leni Riefenstahl besöker XIV Armen i Polen 1939, hennes filmkamera till vänster, och med pistol på ryggen.
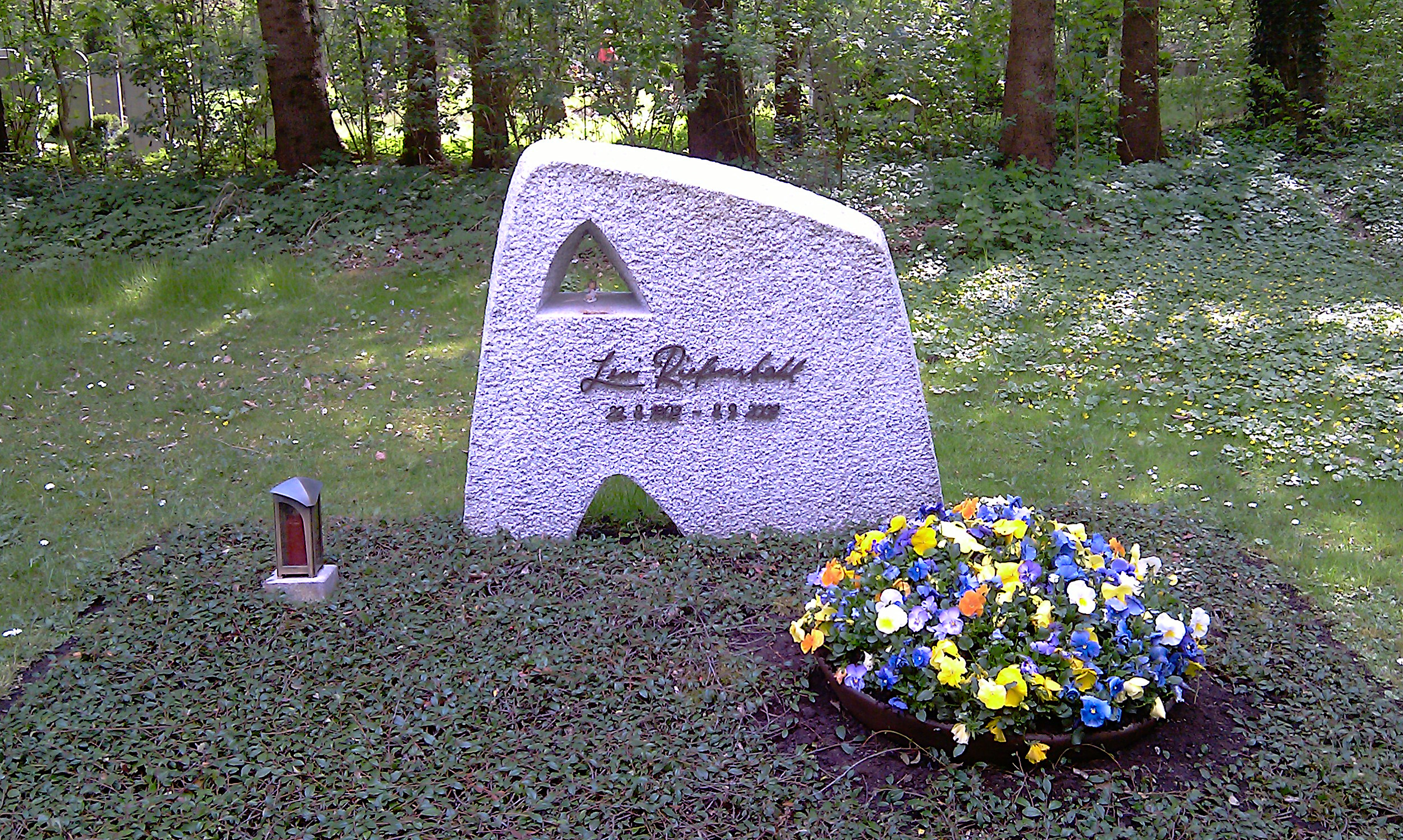
Riefenstahls grav vid Münchner Waldfriedhof.